# Wskaźnik DALY
Wskaźnik DALY (z ang. disability-adjusted life years „lata życia skorygowane niesprawnością”) – wskaźnik stosowany do określenia stanu zdrowia danego społeczeństwa. Wyraża łącznie lata życia utracone wskutek przedwczesnej śmierci bądź uszczerbku na zdrowiu w wyniku urazu lub choroby.
Twórcami koncepcji wskaźnika DALY byli: Christopher Murray z Uniwersytetu Harvarda oraz Alan Lopez z WHO.
Wskaźnik DALY służy do pomiaru obciążenia chorobami w badanej populacji. Przydaje się przy identyfikacji głównych przyczyn obciążenia chorobami oraz przy rozdzielaniu środków na zwalczanie tych przyczyn. Dodatkowo pozwala na ocenę skuteczności podejmowanych działań w procesie monitorowania zmian w obciążeniu chorobami lub poprzez ocenę DALY zyskanych przez zastosowanie danej interwencji.
Jeden DALY oznacza utratę jednego roku w zdrowiu. Przyczyną tej utraty może być przedwczesna umieralność lub inwalidztwo.
Wskaźnik DALY pozwala dokładnie śledzić i rejestrować skutki chorób (upośledzenie, inwalidztwo) bądź okaleczeń wskutek urazów. Analizy z użyciem DALY ujawniają również informacje o niezdrowych nawykach (palenie tytoniu, brak ruchu itd.) i to, jakim są one obciążeniem dla społeczeństwa.
Wskaźnik wykorzystywany jest przez Światową Organizację Zdrowia (WHO) i inne instytucje zajmujące się zdrowiem publicznym do określenia wpływu stanu zdrowia obywateli na sytuację społeczną i gospodarczą społeczeństwa.
Można go analizować według różnych kryteriów: choroby, regionu, wieku, płci itd.
DALY obliczane są jako suma YLL (utraconych potencjalnych lat życia) oraz YLD (lat utraconych przez niepełnosprawność):
DALY = YLL + YLD
Lata utracone przez niepełnosprawność (YLD) obliczane jest jako liczba lat przeżytych w niepełnosprawności przemnożona razy wagę niepełnosprawności. Najczęściej wykorzystywane są wagi ustalane w badaniu Global burden of disease (Globalne obciążenie chorobami).